# 开明 (王世充)
开明（619年四月—621年五月）是唐朝初期領袖，鄭政權王世充的年号，歷時2年餘。
出土墓誌有《孟淑容墓誌》「開明元年歲次己卯」及《王仲墓誌》「開明二年歲在庚辰」字樣，年號干支與文獻記載的改元時間符合。

## 纪年
| 开明 | 元年  | 二年  | 三年  |
| ---- | ----- | ----- | ----- |
| 公元 | 619年 | 620年 | 621年 |
| 干支 | 己卯  | 庚辰  | 辛巳  |

## 同期存在的其他政权年号
- 中國
  - 太平（616年十二月—622年十月）：隋朝時期楚政權林士弘年号
  - 五凤（618年十一月—621年五月）：隋朝時期夏政權窦建德年号
  - 天兴（617年三月—620年四月）：隋朝時期刘武周年号
  - 永隆（618年—628年四月）：隋朝時期梁政權梁師都年号
  - 安樂（617年七月—619年五月）：隋朝時期涼政權李軌年号
  - 始兴（618年十二月—624年二月）：隋朝時期燕政權高开道年号
  - 延康（619年九月—620年十二月）：隋朝時期梁政權沈法兴年号
  - 明政（619年九月—621年十一月）：隋朝時期吳政權李子通年号
  - 武德（618年五月—626年十二月）：唐朝政权唐高祖李淵年号
  - 义和（614年—619年）：高昌政权年号
  - 重光（620年—623年）：高昌君主麴伯雅政权年号
- 朝鮮半島
  - 建福（584年—634年）：新羅真平王之年號

## 參看
- 中國年號索引
- 其他使用开明年號的政權

## 引用
1. ↑  趙君平，《邙洛碑誌三百種》，中華書局，2004年7月，第59頁，ISBN：7101032311。
2. ↑  周紹良，《唐代墓誌匯編》，上海古籍出版社，1992年11月，第7頁，ISBN：7532510786。